# آناکینرا
آناکینرا (انگلیسی: Anakinra) با نام تجاری «کینرت» (Kineret) نام دارویی است که در درمان روماتیسم مفصلی به‌کار می‌رود.
این دارو، آنتاگونیست گیرنده‌های اینترلوکین ۱ است.
این دارو تأثیر متوسطی در درمان روماتیسم مفصلی دارد و برخی عوارض آن عبارتند از: درد، التهاب و قرمزی در محل تزریق دارو (۷۰٪) که در چهار هفتهٔ اول درمان دیده می‌شود و ظرف ۱ تا ۲ هفته برطرف می‌شود، عفونت (۴۰٪) که در ۲٪ موارد شدید است، تهوع (۸٪)، اسهال (۷٪)، درد شکم (۵٪)، عونت دستگاه تنفس فوقانی (۱۳٪)، سینوزیت (۷٪)، علائم شبه آنفلوآنزا (۶٪)، افت تعداد نوتروفیل‌ها (۸٪).
از ۵۳۰۰ بیماری که در کارآزمایی‌های بالینی، طی ۱۵ ماه، توسط این دارو درمان شده‌اند، ۸ مورد آنها به لنفوم مبتلا شده‌اند. این میزان بروز، ۳٫۶ برابر بیشتر از بروز این سرطان در جمعیت عادی است. همچنین بروز ۳۷ تومور دیگر با منشاءهای متفاوت (از جمله ۳ ملانوما) هم گزارش شده‌است، اما هنوز معلوم نیست که داروی آناکینرا در بروز آنها نقش مستقیم و مشخص داشته یا خیر.
در بیمارانی که با این دارو درمان می‌شوند، به‌هیچ‌وجه نباید واکسن‌های حاوی ویروس زنده تزریق شود.
این دارو به میزان ۱۰۰ میلی‌گرم در روز و به‌صورت زیرجلدی تجویز می‌شود و مدت درمان در حدود ۴۸–۲۴ هفته (گاهی تا ۶۰ هفته) است.